# Estádio de Remo da Lagoa
O Estádio de Remo da Lagoa é um local tradicional localizado na Lagoa Rodrigo de Freitas onde os espectadores podem acompanhar competições de remo e canoagem. Em 2003 passou por uma grande reforma para receber os eventos dos Jogos Pan-americanos de 2007.
Em 2010 foi inaugurado, com o nome Lagoon, um complexo com restaurantes, seis salas de cinema da rede Cinépolis, bares, casa de shows e ciclovia integrada à Lagoa Rodrigo de Freitas. O complexo é uma concessão pública do Estado do Rio de Janeiro  e é administrado pela empresa Glen.

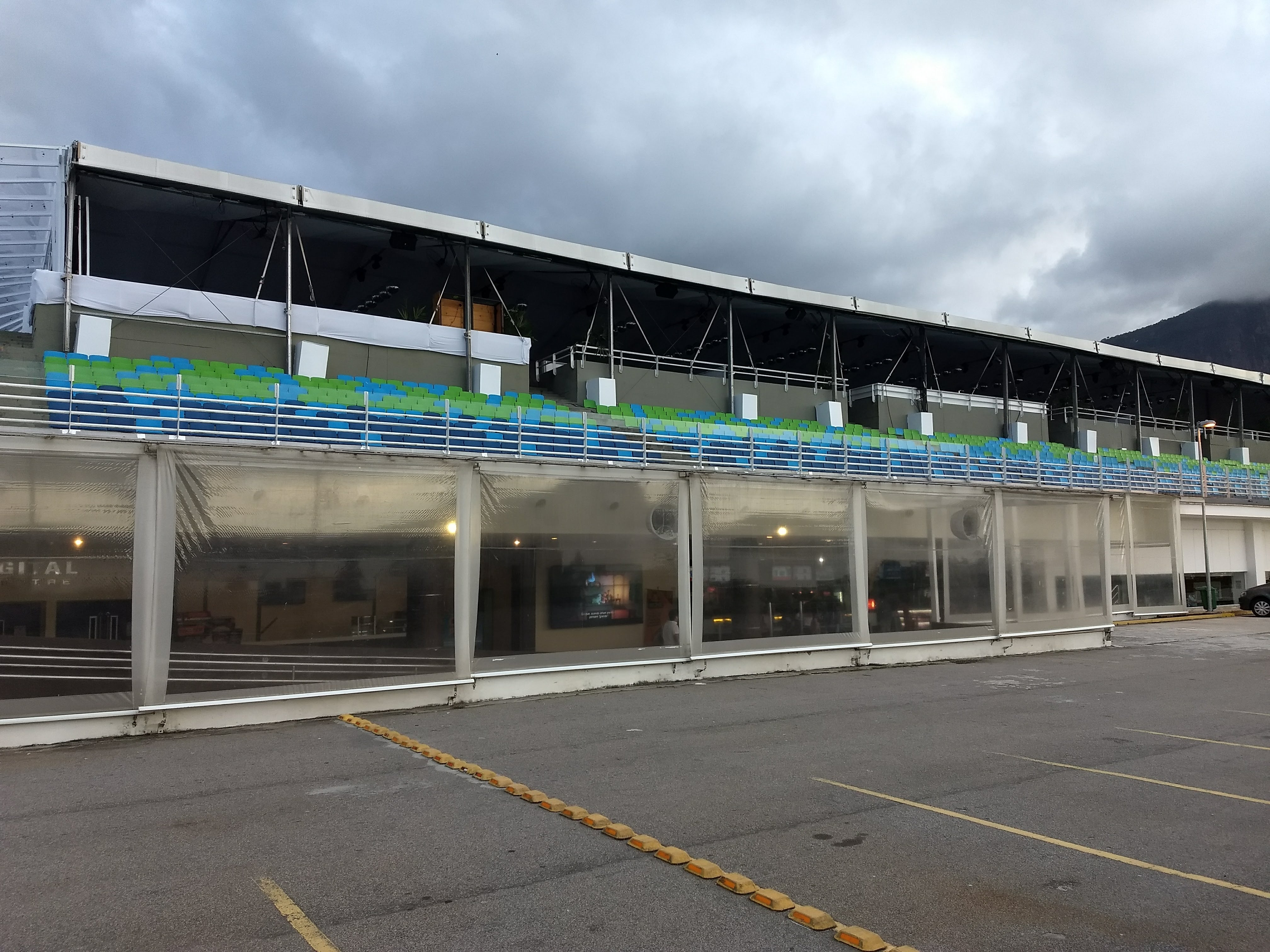
Estádio de Remo da Lagoa em 2018